# 薩爾蒂尼奧 (聖卡塔琳娜州)
薩爾蒂尼奧（葡萄牙語：Saltinho），是巴西的城鎮，位於該國南部，由聖卡塔琳娜州負責管轄，始建於1995年7月19日，面積157平方公里，海拔高度620米，2010年人口3,961，人口密度每平方公里25.31人。